# Saab 32 Lansen
El Saab 32 Lansen (‘lanza’ en sueco) fue un avión de ataque biplaza monomotor a reacción fabricado por la compañía sueca Saab entre 1955 y 1960 para la Fuerza Aérea Sueca, donde prestó servicio hasta el año 1997. Además de para el rol de ataque (designación A 32) también fue empleado en las versiones de caza (J 32) y reconocimiento (S 32).

## Desarrollo
Suecia siguió  las tendencias de la aviación militar y era consciente de la superioridad de los aviones con motor de reacción sobre los aviones de pistón. Por ello Suecia también comenzó a desarrollar sus propios aviones a reacción. Los primeros  desarrollos de aviones a reacción se basaron en aviones de pistón. El Saab 21R fue continuación del diseño del Saab 21 y Saab 29, una máquina a reacción que también se basó en algunos diseños alemanes y la experiencia de otros países. Al núcleo de ingenieros de Saab se había unido Hermann Behrb, quien desde 1937 trabajó en Messerschmitt y participó en el desarrollo de Messerschmitt Me 262, Messerschmitt Me 163 y Messerschmitt P.1101. El último proyecto fue en el que bebieron muchos aviones: Saab 29, MiG-15, F-86, Dassault Ouragan,... .
El Saab 29 Tunnan cumplió el requisito de la Fuerza Aérea Sueca para un caza de superioridad aérea, pero seguía siendo necesario un avión de ataque moderno para afrontar objetivos terrestres o navales.
En 1948 el gobierno sueco contactó a SAAB para crear un reemplazo único para el avión de ataque Saab 18, la versión de pistón del Saab 21 y el De Havilland Mosquito. Se comenzó con el proyecto para un nuevo avión de combate que debía reemplazar esos bombarderos ligeros y aviones de ataque del período de la Segunda Guerra Mundial. El proyecto comenzó como un caza de ataque que debía poder alcanzar cualquier objetivo dentro de las fronteras de Suecia en una hora o menos, y realizar misiones de ataque de día o de noche, en cualquier clima. Inicialmente se pensó en un avión biplaza, con el asiento trasero ocupado por un navegador para guiar la aeronave al área objetivo. La tecnología de motores a reacción en Suecia no se desarrolló tan rápido como era necesario, así que el proyecto 32 estaba equipado el motor británico Avon y un postquemador sueco. 
En 1950 comenzó la producción en serie del Saab J-29. El diseño y producción de este avión ayudaron a SAAB a consolidar su posición de fabricante de aviones y prepararon el camino para el Lansen. Se encargaron cuatro prototipos P1150. El primer vuelo fue el 3 de noviembre de 1952. El prototipo se parecía a un Lockheed T-33 pero con ala en flecha. Entró en producción en 1953 y rompió la barrera del sonido el 25 de octubre de 1953. El avión recibió  la designación A32 y fue producido desde 1955 hasta 1958. Era un avión de combate moderno, equipado con cuatro cañones de 20 mm.  Como debería ser un avión de ataque terrestre, el A32 A Lansen podía llevar armas distribuidas en sus 12 puntos de soporte debajo de las alas: bombas (hasta 600 kg cada una), hasta 24 cohetes no guiados Bofors de varios calibres, misiles APHE antibuque, o un par de misiles guiados Rb04 antibuque con un sistema de localización de radar activo. También podía llevar una cápsula de señuelos para engañar los radares del adversario. Una cuarta parte de los A-32 estaban equipados con un radar de ataque PS-431/A ya que el perfil de misión era que un avión equipado con radar lideraría a otros en los ataques. De manera similar, sólo una aeronave de cada grupo de ataque llevaría un navegador. El Lansen resultó ser un avión de ataque eficaz, siendo una plataforma estable para ataques con cañones y cohetes.
Al mismo tiempo, se desarrolló una versión de caza-interceptor, el primer avión realizó su vuelo de prueba en 1957. El caza J32B era notablemente diferente de su hermano. Tenía un motor más potente y armas aire-aire. El motor era el Avon Mk.47A con un postquemador, con 2000 kg más de empuje que el motor del A32A. El nuevo motor requirió cambios de diseño en las tomas de aire y escape. El interceptor recibió cuatro cañones de 30 mm. Aden. Solo tenía cuatro puntos de sujeción para armamento, con posibilidad de instalar misiles aire-aire AIM-9B Sidewinder. Sin embargo, también podía combatir contra objetivos terrestres. La Fuerza Aérea Sueca ordenó 120 aviones J32B, que permaneció en servicio hasta 1973, junto con los cazas supersónicos más modernos.
La última versión fue la variante de reconocimiento nocturno S-32. Estaba desarmado y tenía una sección frontal modificado para llevar cámaras. Usaba el fuselaje y motor  del A-32 y podía llevar un dispensador de señuelos y hasta doce bombas de flash fotográfico de 75 kg.. contaba con una versión modificada del radar PS-432/A. La pantalla del radar se odia archivar fotográficamente para el servicio de inteligencia. El S-32 además estaba equipado con un receptor de advertencia de radar. El vuelo inicial tuvo lugar el 26 de marzo de 1957.
En 1972 15 aviones J-32 se modificaron para contramedidas electrónicas y guerra electrónica (ECM/EW). Se los equipó con un bloqueador de radar y equipo de localización de señales radar. Podían llevar cápsulas dispensadoras de señuelos y cápsulas inhibidoras de radar o comunicaciones. Se utilizaron tanto para misiones operativas ECM/EW como de plataformas de formación.
El Lansen no fue operado por ninguna otra nación. El Saab 32 fue el primer avión a reacción sueco que superó la barrera del sonido. Suecia fue la quinta nación del mundo en lograrlo. La sustitución del A-32 comenzó formalmente en 1971, con la llegada del Saab A-37 Viggen. Tras ser gradualmente reemplazado acabó siendo utilizado hacia finales de 1990 como remolcadores de blancos y plataformas de guerra electrónica. En 2010 dos aviones estaban todavía en servicio para tomar altas muestras de aire para fines de investigación en colaboración con la Autoridad sueca de Seguridad Radiológica.

## Variantes

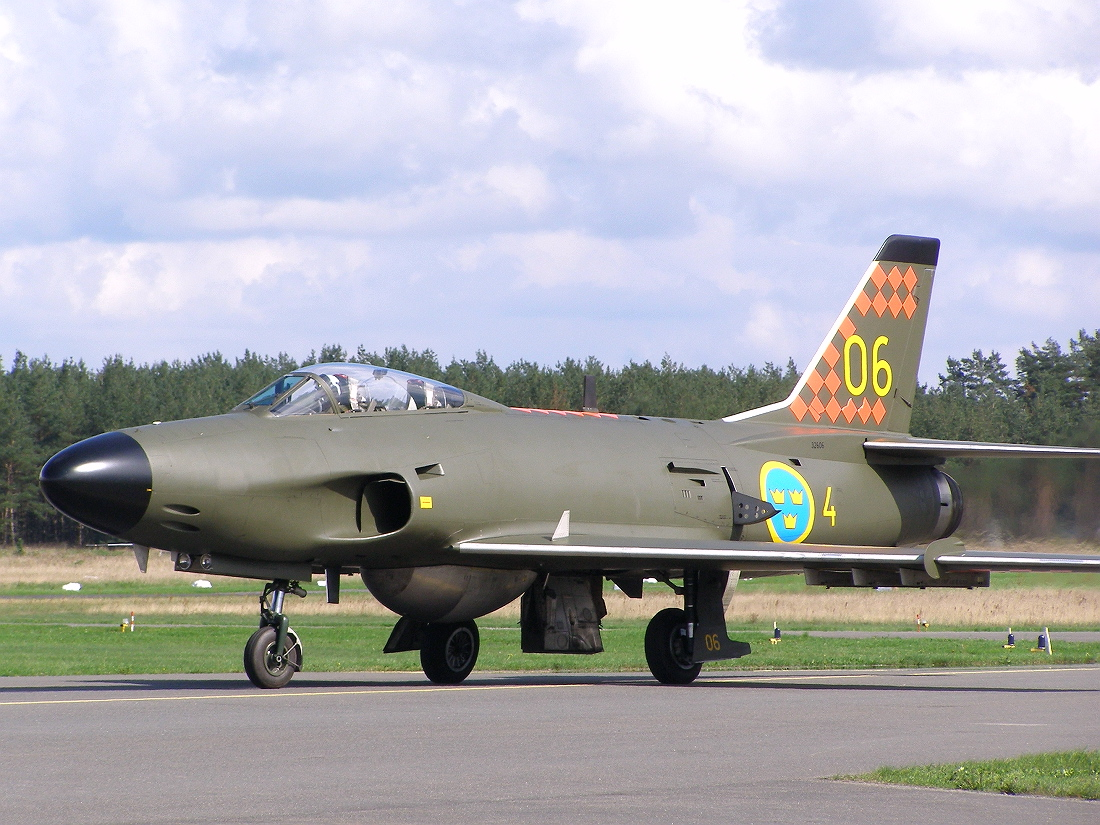
Saab 32 Lansen en el Kristianstad Airshow de 2006.

A 32A
Versión de ataque a tierra y ataque marítimo. De esta versión fueron fabricados 287 ejemplares entre 1955 y 1958, fue retirado en 1978. Estaba armado con cuatro cañones Bofors de 20 mm (cañones Hispano-Suiza Mk V fabricados bajo licencia) en la parte frontal y podía portar dos misiles RB 04 o contenedores de cohetes.
J 32B
Versión de caza todo tiempo en principio solamente usada para condiciones de mal tiempo y caza nocturno. Fueron fabricados 118 aparatos entre 1958 y 1960, fue retirado en 1973. Estaba armado con cuatro cañones ADEN de 30 mm y misiles aire-aire Rb-24 (misiles AIM-9 Sidewinder fabricados bajo licencia), podía portar misiles aire-aire guiados por radar o contenedores de cohetes de 75 mm. El J 32B era propulsado por un motor más potente Svenska Flygmotor RM 6A (Rolls-Royce Avon Mk 47A).
S 32C
Versión especializada en reconocimiento fotográfico y marítimo desarrollada a partir del A 32A. Fueron construidos 44 de esta versión entre 1958 y 1959, retirado en 1978. Estaba equipado con un radar PS-432/A de largo alcance y cuatro cámaras (dos SKa 17 y dos SKa 18).
J 32D
Versión remolcador de objetivos. Fueron modificados 6 J 32B para este propósito, retirados en 1997.
J 32E
Versión ECM (guerra electrónica / contramedidas electrónicas) usada también para entrenamiento en ECM. Para crear esta versión fueron modificados quince J 32B, retirados en 1997. Estos aviones estaban equipados con un sistema inhibidor G 24 de una de las tres versiones (bandas de frecuencia L, S o C) usados para interferir radares terrestres y navales. Adicionalmente usaban pods Adrian (para bandas S y C) y Petrus (para la banda X) para interferir radares aéreos.
J 32AD
Proyecto para una versión de caza diurno hecho en 1953 como solución provisional entre el J 29 Tunnan y J 35 Draken, designado J 32AD ("D" por Dag [día]). Este avión era más ligero, sin radar y armado con cuatro cañones 20 mm y un 30 mm en la nariz y diferentes misiles. No llegó a ser fabricado, en su lugar fueron adquiridos 120 cazas Hawker Hunter.
J 32U
Proyecto de una versión hecho en 1954 ("U" representa utveckling [desarrollo]) con mejor desempeño que el J 32B. La aeronave estaba equipada con una máquina Rolls-Royce RA 19R más potente y tenía un diseño de ala mejorado.

## Especificaciones

### Características generales
- Tripulación: 2
- Longitud: 14,9 m (49 ft)
- Envergadura: 13 m (42,7 ft)
- Altura: 4,7 m (15,3 ft)
- Superficie alar: 37,4 m² (402,6 ft²)
- Peso vacío: 7000 kg (15 428 lb)
- Peso máximo al despegue: 13 500 kg (29 754 lb)
- Planta motriz: 1× Turborreactor Svenska Flygmotor RM6A.
  - Empuje normal: 47 kN (4793 kgf; 10 566 lbf) de empuje.
  - Empuje con postquemador: 65,7 kN (6699 kgf; 14 770 lbf) de empuje.

### Rendimiento
- Velocidad máxima operativa (Vno): 990 km/h (615 MPH; 535 kt)
- Alcance: 2000 km (1080 nmi; 1243 mi)
- Techo de vuelo: 15 000 m (49 213 ft)
- Régimen de ascenso: 100 m/s (19 685 ft/min)

### Armamento
- Ametralladoras: 4× ametralladoras Bofors de 13,2 mm.

- Cañones: 4× cañones ADEN de 30 mm.
- Cohetes: 

  - Cohetes no guiados aire-aire en soportes externos de 20 mm en la proa.
- Misiles: 

  - 4x Rb 24

### Aeronaves similares
- Grumman F9F Cougar
- Republic F-84F Thunderstreak
- Lockheed T-33 Shooting Star
- Dassault MD 452 Mystère II

### Secuencias de designación
- Aviones de caza de Saab: 21 · 21R · 29 Tunnan · 32 Lansen · 35 Draken · 37 Viggen · 39 Gripen